# گاریندر چادا
گاریندر چادا (انگلیسی: Gurinder Chadha؛ زادهٔ ۱۰ ژانویهٔ ۱۹۶۰) یک کارگردان اهل هند است.